# Friedrich Imeyer

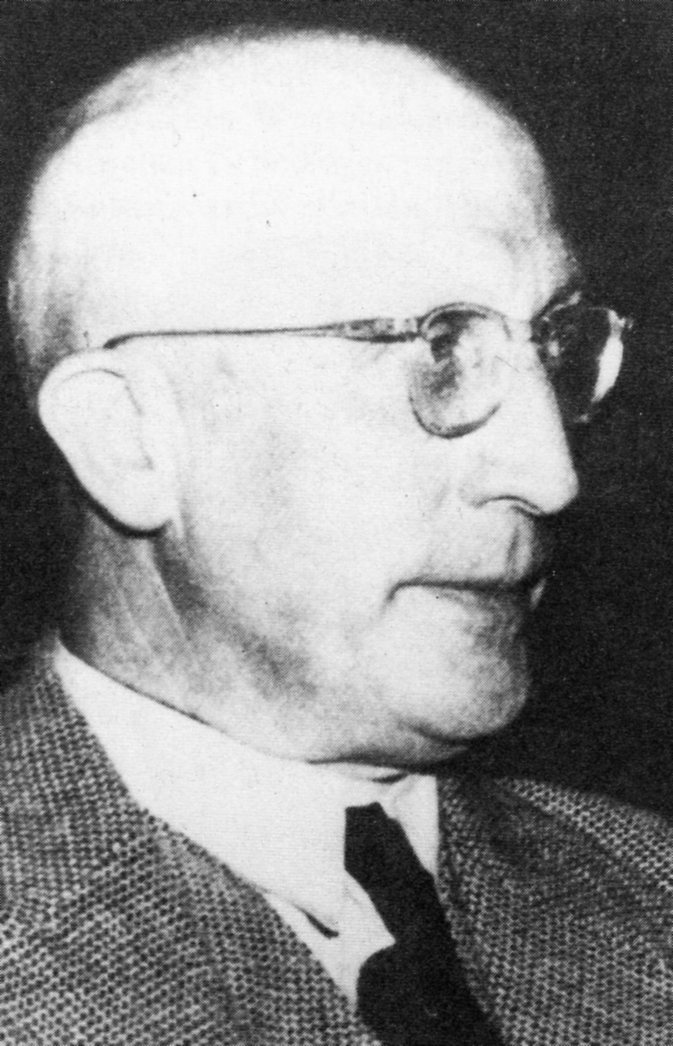
Friedrich Imeyer

Friedrich Imeyer (* 18. Mai 1893 in Osnabrück; † 26. Juni 1965 in Osnabrück) war ein Gymnasiallehrer und Geologe.

## Leben
Von 1910 bis 1913 besuchte Imeyer das Evangelische Lehrerseminar in Osnabrück. Bis zum Ersten Weltkrieg war er Lehrer in Rabber. Nach schwerer Verwundung 1914 unterrichtete er in Hasbergen und Osnabrück. Gleichzeitig machte er die Reifeprüfung 1922 in Münster und studierte dort Geologie, Geographie, Botanik und Zoologie. 1926 promovierte er im Fach Geologie zum Dr. phil. Nach erfolgreich abgelegtem Staatsexamen für den höheren Schuldienst in den Fächern Geologie, Geographie und Biologie war er zunächst in Gelsenkirchen-Buer, 1931 in Gelsenkirchen als Studienrat tätig. 1941 kehrte Imeyer nach Osnabrück zurück und lehrte ab 1943 als Oberstudienrat am Gymnasium für Mädchen bis zu seiner Pensionierung 1958; darüber hinaus freiwillig bis 1965. Dem Naturwissenschaftlichen Verein Osnabrück trat er 1921 bei und leitete vom Jahre 1926 an die Bibliothek des Vereins. 1945 wurde er Zweiter Vorsitzender und übernahm 1956 den Vorsitz bis zu seinem Tod 1965. Er baute dessen geologische Sammlung auf und setzte sich als Mitglied der Bezirksstelle für Naturschutz und Landschaftspflege in Osnabrück für die Konservierung der Barkhauser Saurierfährten ein. Als Geologe war er 1926–1965 zuständig für die Geologische Sammlung des Städtischen Museums Osnabrück. Imeyer veröffentlichte zwölf wissenschaftliche Aufsätze über die geologischen Strukturen des Osnabrücker Landes. Er war verheiratet mit Hilde Imeyer. Aus der Ehe ging der 1934 geborene Diplom-Kaufmann Gerd-Winand Imeyer hervor.

## Ehrungen
- 1963: Bundesverdienstkreuz 1. Klasse

## Schriften
- Vergleichend-stratigraphische Untersuchung der Faziesverhältnisse des Oberen Jura von den Heersumer Schichten bis zu den Gigasschichten im Wiehengebirge und Teutoburger Walde. In: Osnabrücker Naturwissenschaftliche Mitteilungen. Band 1, 1926, S. 1–79.
- Geologischer Gang durch die geschichtlichen Baudenkmäler der Stadt Osnabrück. In: Osnabrücker Naturwissenschaftliche Mitteilungen. Band 26, 1952, S. 23–27.
- Die Entwicklung des Oberen Oxford (Korallenoolith) im Gehn. In: Osnabrücker Naturwissenschaftliche Mitteilungen. Band 26, 1952, S. 47–49.